# Rębacz dębowiec
Rębacz dębowiec (Rhagium sycophanta) -  owad z rzędu chrząszczy. Długość 18–25 mm. Larwy tego rębacza rozwijają się w martwych pniach dębów.